# Устянський заказник
Устя́нський зака́зник — ботанічний заказник місцевого значення в Україні. Розташований у межах Кам'янець-Подільського району Хмельницької області, на північ від села Устя. 
Площа 12 га. Статус надано згідно з рішенням Хмельницького облвиконкому від 19.10.1988 року, № 153. Перебуває у віданні Устянської сільської ради. 
Статус надано з метою збереження природного комплексу на правому березі річки Смотрич зі скелястими урвищами. Зростають рідкісні види рослин, що занесені до Червоної книгу України, зокрема: шиверекія подільська, цибуля коса. 
Входить до складу національного природного парку «Подільські Товтри».